# Orthia amalthaea
Orthia amalthaea är en fjärilsart som beskrevs av Druce 1890. Orthia amalthaea ingår i släktet Orthia och familjen nattflyn. Inga underarter finns listade i Catalogue of Life.